# Đường tỉnh 256
Đường tỉnh 256 hay tỉnh lộ 256, viết tắt ĐT256 hay TL256, là đường tỉnh ở huyện Chợ Mới và Na Rì, tỉnh Bắc Kạn, Việt Nam.
Đường tỉnh 256 bắt đầu từ ngã ba Nà Khon trên Quốc lộ 3 ở thị trấn Đồng Tâm, huyện Chợ Mới.
Đường đi hướng đông bắc, đến xã Trần Phú, huyện Na Rì nối vào Quốc lộ 3B .

## Tuyến đường cũ
ĐT256 cũ xuất phát từ ngã ba Xuất Hóa ở thành phố Bắc Kạn, đi hướng đông tới xã Hảo Nghĩa thì chuyển hướng đông bắc, đến thị trấn Yến Lạc huyện lỵ Na Rì.
Năm 2006 tuyến đường tỉnh 256 cũ được nâng cấp và gọi là quốc lộ 3B.
ĐT256 được mở mới theo tuyến hiện nay.